# Jersey megye
Jersey megye az Amerikai Egyesült Államokban, azon belül Illinois államban található. Megyeszékhelye és legnagyobb városa Jerseyville. Lakosainak száma 21 512 fő (2020. április 1.).

## Szomszédos megyék
- Greene megye (észak)
- Macoupin megye (kelet)
- Madison megye (délkelet)
- St. Charles megye (dél)
- Calhoun megye (nyugat)

## Népesség
A megye népességének változása:
| Lakosok száma | 22 964 | 22 849 | 22 738 | 22 641 | 22 372 | 21 512 |
|               | 2010   | 2011   | 2012   | 2013   | 2015   | 2020   |